# Turska Hrvatska
Turska Hrvatska (njem. Türkisch Kroatien, lat. Croatia Turcica, tal. Croazia turca, fr. Croatie av Turc) je ime za okupirane krajeve srednjovjekovne hrvatske države koji danas obuhvaćaju prostor cjelokupne zapadne Bosne pod nazivom Bosanska Krajina i Cazinska krajina. Ti su krajevi turskim osvajanjima u 15. i 16. stoljeću pripali Osmanskomu Carstvu. Prostor Turske Hrvatske obuhvaća tlo između rijeke Vrbas na istoku (grad Jajce, Banja Luka), zatim na sjeveru prostor južno od rijeke Save, i sve do planine Dinare na jugu, graničeći prema zapadu sa današnjim granicama Republike Hrvatske. 

## Povijest
Hrvati su se naselili na područje turske Hrvatske isto kao i na cjelokupnome hrvatskome tlu (u VII. st. ili oko 626. godine) te su bili pokršteni do IX. st, te su organizirali ovo područje u sklopu kraljevine Hrvatske. Na gornjem Vrbasu se prostirala stara župa hrvatska Pliva, iz koje će u kasnije nastati, Donji Kraji. Područje oko Bihaća, i Tropolja su prije bila starije hrvatske županije, Pset i Livno.  Stvaranjem  Banovine Slavonije u 13. stoljeću, tri županije južno od Save, Vrbaška, Sanska i Dubička su bile znane kao Donja Slavonija. 
Područje je uklopljeno i u sastav hrvatskih biskupija, Sisačke i kasnije Zagrebačke na sjeveru, a Splitske i Kninske na jugu: Splitska nadbiskupija protezala se sve do Glamoča i Kupresa, Kninska biskupija protezala se do Unca i Oštrelja (Drvar), Krbava do Pastva (Bosanski Petrovac, Ključ, Jajce), a Zagrebačka biskupija obuhvaćala je prostor od Usore i Žepča na istoku do Bihać, Cazina na zapadu i Banje Luke (Banske Livadice)   u središnjim predjelima.
Kako od kraja 12. stoljeća, dolaskom na vlast Arpadovića i stvaranjem Hrvatsko-ugarske države jačaju centripetalni procesi na istoku, Bosanska Banovina se sve više osamostaljuje, te širi prema svoju vlast prema ovom području. Ovdje valja napomenuti da je srednjovjekovna ili prava Bosna obuhvaćala puno manje područje nego današnja i pružala se samo na užem području današnje središnje Bosne uz tok rijeke Bosne i istočno od njega, a kao i takva je bila u odnosu s ostatkom hrvatskih zemalja, priznavajući zajedničkog suverena, hrvatsko-ugarskog kralja. Na taj način jug područja, Donji Kraji dolaze pod vlast Bosanske biskupije, sa sjedištem kod današnjeg Sarajeva, Vrhbosne, a od 13. stoljeća, u Banovini Slavoniji, izvan same Banovine Bosne.
Padom (središnje) Bosne pod osmansku vlast (1463.) Primorska Hrvatska banovina se našla na prvoj crti bojišnice prema Turskom carstvu, a na udaru su im bili najprije krajevi turske Hrvatske, većinom organizirane u sastavu Jajačke Banovine. Turskom napredovanjem i Stogodišnjim hrvatsko-turskim ratom, su započela teška razaranja i stradanja Hrvata i Katoličke crkve na ovim prostorima, islamizacija i pravoslavizacija, nestajanje mnogobrojnih župa i samostana, širenje islama i pravoslavlja, doseljavanja Vlaha i seobama muslimana prilikom smanjivanja granica Osmanskog carstva, a time i temeljita nasilna promjena vjerske i etničke slike Turske Hrvatske. 
Za vrijeme turske okupacije, vlasti, biskupi iz slobodnih dijelova Hrvatske nisu se uopće usuđivali doći u te hrvatske krajeve današnje BiH jer bi bili pretvoreni u roblje, bez obzira na to što su pravno i politički pripadali biskupijama sa središtem u današnjoj Hrvatskoj. Radi nemogućnosti biskupa i svećenika da pohode svoje biskupije i župe ili njihove dijelove koji su pali pod tursku vlast, godine 1735. Sveta je Stolica osnovala Apostolski vikarijat za katolike u turskoj Hrvatskoj i Bosni te susjednim pokrajinama pod turskom vlašću. On je 1846. podijeljen na Bosanski i Hercegovački apostolski vikarijat i tako je ostalo sve do 1881., kada je u BiH ponovno uspostavljena redovita hijerarhija. Te su godine osnovane biskupije u Banjoj Luci i Mostaru, te nadbiskupija i metropolija u Sarajevu, u sastav koje je ušla i Trebinjsko-mrkanska biskupija, nekoć najstarija biskupija koja je osnovana na području današnje BiH (prije 1022., dok je područje još bilo dio Crvene Hrvatske). Njome trajno upravlja mostarski biskup kao njezin apostolski upravitelj.
Prema starim hrvatskim toponimima (imena rijeka, naselja i gora) vidi se kako se ona velikom većinom nisu promijenila od srednjovjekovne Kraljevine Hrvatske zbog toga što je glavnina stanovnika ostala hrvatska starosjedilačka, iako većim dijelom odnarođena nasilnom islamizacijom i pravoslaviziranjem zbog straha da od dizanja ustanaka u zaleđu granice Turskog carstva; zbog toga prema Hrvatima tih krajeva milosti nije bilo. Preostale oaze Hrvata oporavljaju se tek nakon oslobođenja Bosne i Hercegovine od Turaka 1878. godine.
Novo nasilje nad Hrvatima Turske Hrvatske započelo je još u Kraljevini Jugoslaviji političkim progonima, a raspadom Kraljevine Jugoslavije i nastankom Nezavisne Države Hrvatske doživljava kulminaciju, kada Srbi etnički čiste hrvatska naselja po turskoj Hrvatskoj prilikom čega su uništeni Krnjeuša, Oštrelj, Risovac i još mnoga druga hrvatska sela po krajevima turske Hrvatske.
Za vrijeme nove SFR Jugoslavije za Hrvate se stanje nije promijenilo na bolje jer su nastavljene političke torture prema njima koje su 1992. ponovno doživjele kulminaciju progonima, paljenjem i uništavanjem svega hrvatskog širom turske Hrvatske, prilikom čega su etnički očišćeni krajevi od Komušina i Kotor Varoši na istoku preko Ivanjske, Ljubije, Sasine i Mačkovca na zapadu.

## Današnji položaj Hrvata u Turskoj Hrvatskoj (BiH)
Danas Hrvate na prostoru turske Hrvatske objedinjuje Banjolučka biskupija, kojoj je na čelu biskup Željko Majić, čiji doprinos o skrbi za preostalo hrvatsko pučanstvo i povratak prognanih te raseljenih Hrvata u ove hrvatske krajeve zaslužuje svaku pažnju.

## Unutarnje poveznice
- Donji krajevi
- Bosanska krajina
- Hrvatske zemlje pod osmanskom vlašću

## Vanjske poveznice
- Banjolučka Biskupija
- Turska Hrvatska na jednoj staroj zemljopisnoj karti na njemačkom jeziku
- Turska Hrvatska s priloženim starim austrijskim, francuskim i talijanskim zemljovidima u povijesnom članku o Hrvatima u Bosni i Hercegovini
- Jesenica u razdoblju Vojne krajine s kartom dijela Turske Hrvatske